# Studio Brussel

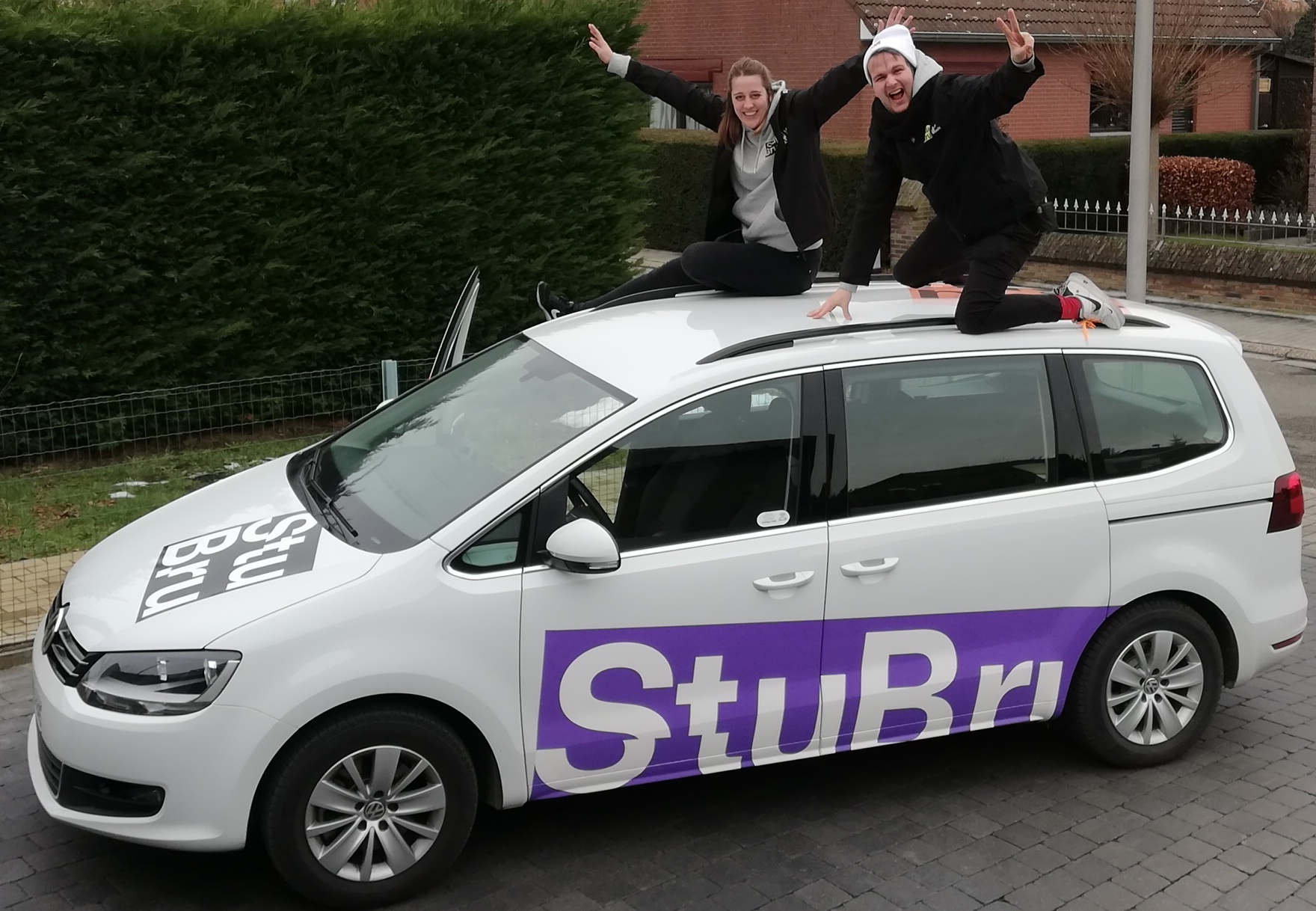
StuBru-promoteam met VRT-wagen met StuBru-bestickering

Studio Brussel (vaak afgekort tot StuBru) is een radiostation van de VRT.
Volgens CIM-gegevens voor de periode januari–april 2023, heeft Studio Brussel een marktaandeel van 8,2%, wat de zender het het vierde meest beluisterde radiostation in Vlaanderen maakt.
De zender focust op commerciële muziek.

## Geschiedenis
Studio Brussel begon op 1 april 1983 als regionale Brusselse zender van de toenmalige BRT. Het eerste nummer dat gedraaid werd was Rendez-Vous van Pas de Deux. De eerste twee presentatoren waren Paul De Wyngaert en Jan Hautekiet, nethoofd was Jan Schoukens, muzieksamenstellers Jos Van Oosterwyck en Jokke Kerkhofs. Oorspronkelijk waren er enkel uitzendingen tijdens de spitsuren, maar geleidelijk aan werden de uitzenduren uitgebreid en kon Studio Brussel ook in de rest van Vlaanderen beluisterd worden.
Eind 2002 kreeg Studio Brussel een nieuwe look. Het logo met de "wilde" letters werd vervangen door een rode ellips met daarin de naam Studio Brussel.
Ter gelegenheid van de 25ste verjaardag van de zender werd Studio Brussel van 25 maart tot 1 april 2008 omgedoopt tot Brudio Stussel. Op 1 april 2009 vierde Studio Brussel zijn verjaardag in Hasselt als Studio Hasselt en op 1 april 2010 in Kortrijk als Studio Kortrijk. In 2011 vierde Studio Brussel zijn verjaardag als Studio Lier en in 2012 als Studio Mechelen.
Op 4 februari 2019 volgde een nieuwe rebranding van de zender. De zender wilde zich terug meer onderscheiden van de andere publieke radionetten met meer alternatieve muziek, nieuwe stemmen, andere programma’s en jingles. Het meer dan 16 jaar dienende logo met rode ellips werd vervangen door de letters StuBru in wisselende kleurvlakken met gebroken letters bij de S, t en r.
Op 21, 22 en 23 april 2023 vierde Studio Brussel het 40-jarig bestaan met 40 uur radio, optredens, comedy en dj's vanuit De Vooruit in Gent.
Op 12 november 2023 werd een nieuw logo voorgesteld. Het heeft de vorm van een klassieke radiomicrofoon, een verwijzing naar het 40-jarige bestaan van de zender. Dit paarse logo zou geschikter zijn voor verschillende media en digitale platformen en het sluit beter aan bij de andere eveneens vernieuwde VRT-logo's. Tegelijk werd de website van Studio Brussel vervangen door een apart kanaal op VRT Max.

## Luisteraandeel
| Luisteraandeel van Studio Brussel (in %) vanaf 2009 | Luisteraandeel van Studio Brussel (in %) vanaf 2009 | Luisteraandeel van Studio Brussel (in %) vanaf 2009 | Luisteraandeel van Studio Brussel (in %) vanaf 2009 | Luisteraandeel van Studio Brussel (in %) vanaf 2009 | Luisteraandeel van Studio Brussel (in %) vanaf 2009 | Luisteraandeel van Studio Brussel (in %) vanaf 2009 |
| Golf 18 (januari-mei 2009)                          | Golf 18 (januari-mei 2009)                          | Golf 18 (januari-mei 2009)                          | Golf 19 (augustus-december 2009)                    | Golf 19 (augustus-december 2009)                    | Golf 19 (augustus-december 2009)                    | Gemiddeld 2009                                      |
| --------------------------------------------------- | --------------------------------------------------- | --------------------------------------------------- | --------------------------------------------------- | --------------------------------------------------- | --------------------------------------------------- | --------------------------------------------------- |
| 8,6 %                                               | 8,6 %                                               | 8,6 %                                               | 10,4 %                                              | 10,4 %                                              | 10,4 %                                              | 9,5 %                                               |
| Golf 20 (januari-mei 2010)                          | Golf 20 (januari-mei 2010)                          | Golf 20 (januari-mei 2010)                          | Golf 21 (augustus-december 2010)                    | Golf 21 (augustus-december 2010)                    | Golf 21 (augustus-december 2010)                    | Gemiddeld 2010                                      |
| 9,8 %                                               | 9,8 %                                               | 9,8 %                                               | 11,5 %                                              | 11,5 %                                              | 11,5 %                                              | 10,65 %                                             |
| Golf 2011-1                                         | Golf 2011-1                                         | Golf 2011-2                                         | Golf 2011-2                                         | Golf 2011-3                                         | Golf 2011-3                                         | Gemiddeld 2011                                      |
| 11,8 %                                              | 11,8 %                                              | 10,7 %                                              | 10,7 %                                              | 12,5 %                                              | 12,5 %                                              | 11,67 %                                             |
| Golf 2012-1                                         | Golf 2012-1                                         | Golf 2012-2                                         | Golf 2012-2                                         | Golf 2012-3                                         | Golf 2012-3                                         | Gemiddeld 2012                                      |
| 12,4 %                                              | 12,4 %                                              | 11,2 %                                              | 11,2 %                                              | 12,9 %                                              | 12,9 %                                              | 12,17 %                                             |
| Golf 2013-1                                         | Golf 2013-1                                         | Golf 2013-2                                         | Golf 2013-2                                         | Golf 2013-3                                         | Golf 2013-3                                         | Gemiddeld 2013                                      |
| 11,9 %                                              | 11,9 %                                              | 13,4 %                                              | 13,4 %                                              | 13,1 %                                              | 13,1 %                                              | 12,80 %                                             |
| Golf 2014-1                                         | Golf 2014-1                                         | Golf 2014-2                                         | Golf 2014-2                                         | Golf 2014-3                                         | Golf 2014-3                                         | Gemiddeld 2014                                      |
| 11,9 %                                              | 11,9 %                                              | 13,1 %                                              | 13,1 %                                              | 12,9 %                                              | 12,9 %                                              | 12,63 %                                             |
| Golf 2015-1                                         | Golf 2015-1                                         | Golf 2015-2                                         | Golf 2015-2                                         | Golf 2015-3                                         | Golf 2015-3                                         | Gemiddeld 2015                                      |
| 13,7 %                                              | 13,7 %                                              | 12,0 %                                              | 12,0 %                                              | 12,9 %                                              | 12,9 %                                              | 12,87 %                                             |
| Golf 2016-1                                         | Golf 2016-1                                         | Golf 2016-2                                         | Golf 2016-2                                         | Golf 2016-3                                         | Golf 2016-3                                         | Gemiddeld 2016                                      |
| 14,1 %                                              | 14,1 %                                              | 13,1 %                                              | 13,1 %                                              | 13,0 %                                              | 13,0 %                                              | 13,37 %                                             |
| Golf 2017-1                                         | Golf 2017-1                                         | Golf 2017-2                                         | Golf 2017-2                                         | Golf 2017-3                                         | Golf 2017-3                                         | Gemiddeld 2017                                      |
| 12,4 %                                              | 12,4 %                                              | 12,5 %                                              | 12,5 %                                              | 12,4 %                                              | 12,4 %                                              | 12,43 %                                             |
| 01/2018-04/2018                                     | 03/2018-06/2018                                     | 05/2018-08/2018                                     | 07/2018-10/2018                                     | 09/2018-12/2018                                     | 11/2018-02/2019                                     | Gemiddeld 2018                                      |
| 11,18 %                                             | 10,33 %                                             | 10,22 %                                             | 10,60 %                                             | 11,84 %                                             | 11,00 %                                             | 10,86 %                                             |
| 01/2019-04/2019                                     | 03/2019-06/2019                                     | 05/2019-08/2019                                     | 07/2019-10/2019                                     | 09/2019-12/2019                                     | 11/2019-02/2020                                     | Gemiddeld 2019                                      |
| 10,95 %                                             | 11,50 %                                             | 9,24 %                                              | 10,39 %                                             | 10,57 %                                             | 9,48 %                                              | 10,36 %                                             |
| 01/2020-06/2020                                     | 01/2020-06/2020                                     | 01/2020-06/2020                                     | 09/2020-02/2021                                     | 09/2020-02/2021                                     | 09/2020-02/2021                                     | Gemiddeld 2020                                      |
| 9,44 %                                              | 9,44 %                                              | 9,44 %                                              | 9,05 %                                              | 9,05 %                                              | 9,05 %                                              | 9,25 %                                              |
| 03/2021-06/2021                                     | 03/2021-06/2021                                     | 05/2021-08/2021                                     | 05/2021-08/2021                                     | 09/2021-12/2021                                     | 09/2021-12/2021                                     | Gemiddeld 2021                                      |
| 7,98 %                                              | 7,98 %                                              | 8,68 %                                              | 8,68 %                                              | 9,82 %                                              | 9,82 %                                              | 8,83 %                                              |
| 01/2022-04/2022                                     | 01/2022-04/2022                                     | 05/2022-08/2022                                     | 05/2022-08/2022                                     | 09/2022-12/2022                                     | 09/2022-12/2022                                     | Gemiddeld 2022                                      |
| 6,76 %                                              | 6,76 %                                              | 6,99 %                                              | 6,99 %                                              | 8,25 %                                              | 8,25 %                                              | 7,33 %                                              |
| 01/2023-04/2023                                     | 01/2023-04/2023                                     | 05/2023-08/2023                                     | 05/2023-08/2023                                     | 09/2023-12/2023                                     | 09/2023-12/2023                                     | Gemiddeld 2023                                      |
| 8,20 %                                              | 8,20 %                                              | 8,54 %                                              | 8,54 %                                              | 8,74 %                                              | 8,74 %                                              | 8,49 %                                              |
| 01/2024-04/2024                                     | 01/2024-04/2024                                     | 05/2024-08/2024                                     | 05/2024-08/2024                                     | 09/2024-12/2024                                     | 09/2024-12/2024                                     | Gemiddeld 2024                                      |
| 8,93 %                                              | 8,93 %                                              | 7,06 %                                              | 7,06 %                                              | N.N.B.                                              | N.N.B.                                              | N.N.B.                                              |

## Nethoofden
- 1983-1998: Jan Schoukens
- 1998-2002: Jan Hautekiet
- 2002-2005: Mark Coenen
- 2005-2007: Isabelle Baele
- 2007-2022: Jan Van Biesen
- 2022-heden: Steven Lemmens

## Inhoud en programma's
Een van de uithangborden van Studio Brussel is het ochtendblok, dat tot april 2006 gepresenteerd werd door Wim Oosterlinck. Na diens vertrek naar Q-music nam Peter Van de Veire de fakkel over. Toen ook die in 2008 Studio Brussel verliet (om te presenteren op de zender MNM) werd Tomas De Soete presentator van het ochtendblok, dat vanaf dan de naam Tomas Staat Op! kreeg. In 2012 maakte De Soete de overstap naar Eén waar hij talkshowhost werd van Café Corsari. Het ochtendblok kreeg met Siska Schoeters een nieuwe presentatrice en werd omgedoopt tot Siska Staat Op!. De sidekick van het programma was Stijn Vandevoorde. Van het najaar 2016 tot begin 2019 wordt de ochtend gepresenteerd door Linde Merckpoel. Vanaf 4 februari 2019 was de ochtend van Michèle Cuvelier. Vanaf 2021 presenteert Thibault Christiaensen mee de ochtendshow, sinds 1 september 2021 samen met Fien Germijns.
Elke zaterdagvoormiddag (tot 2012 op woensdagnamiddag, nog daarvoor op zondagvoormiddag) zendt Studio Brussel de hitlijst De Afrekening uit. Op het einde van het jaar is er dan een jaaroverzicht onder de naam De Eindafrekening.
Sinds 1987 heeft ook Studio Brussel een eigen eindejaarslijst: de Tijdloze 100. De lijst werd al aangevoerd door Nirvana, Deep Purple, The Rolling Stones, Gorki, Led Zeppelin, Pearl Jam en Fleetwood Mac.

## Presentatoren

### Huidige presentatoren
| - Margaux Amant - Kenneth Berth - Amber Broos - Joris Brys - Thibault Christiaensen - Faisal Chatar - Dries Lenaerts | - Michèle Cuvelier - Rik De Bruycker - Jeroen Delodder - Eva De Roo - Gunther Desamblanx - Xander De Rycke - Sofie Engelen - Elke Van Mello | - Fien Germijns - Kirsten Lemaire - Jan Maarschalk Lemmens - Pien Lefranc - Joren Carels - Nona Van Braeckel - Sali Haidara - Stefan Ackermans | - Stijn Van de Voorde - Bert Van Steenberghe - Dave Peters - Sander Vandenhende - Florence Windey (Flo Windey) - Sam De Bruyn - Marie Neefs - Mourad Baaiz | - Olga Leyers |

### Huidige nieuwslezers
- Jonas Maes
- Melina Verbeeck

### Voormalige presentatoren
| - Stefan Ackermans - Alex Agnew - Average Rob - Bouba Kalala - Dirk Blancke - Lise Bonduelle - Herbert Bruynseels - Vincent Byloo - Tom Coninx - Jonas Decleer - Frederika Del Nero - Nathalie Delporte - Lieve De Maeyer - Nina De Man - Jo De Poorter - Leen De Ridder - Tomas De Soete - Libelia De Splenter - Charlotte de Witte - Paul De Wyngaert - Chris Dusauchoit - Ulrike D'hauwer - Ayco Duyster - Yello Staelens - Gloria Monserez - Linde Merckpoel | - Sofie Engelen - Bert Geenen - Tom Gernaey - Annemie Gulickx - Otto-Jan Ham - Jan Hautekiet - Geert Houck - Kobe Ilsen - Eppo Janssen - Luc Janssen - Ruth Joos - Mona Jünger - Laurens Kusters - Christophe Lambrecht - Jo Leemans - LeFtO - Sofie Lemaire - An Lemmens - Steven Lemmens - Heidi Lenaerts - Joris Lenaerts - Friedl' Lesage - Ilse Liebens - Mathieu Terryn - Hannelore van Besouw - Roos Van Acker | - Hugo Matthysen - Kaat Mendonck - Mies Meulders - Ronny Mosuse - Babette Moonen - Wim Oosterlinck - Hans Otten - Chantal Pattyn - Bart Peeters - Dave Peters - Bruno Op de Beek - Astrid Philips - Marc Pinte - Thibaut Renard - Jeroen Roppe - Siska Schoeters - Lisa Smolders - Jan Sprengers - Eddy Temmerman - Joren Carels - Ben Van Alboom - Adriaan Van den Hoof - Kim Muylaert - Nelles De Caluwé - Dorothee Dauwe | - Lieven Van Gils - Jan Van Biesen - Sara Van Boxstael - Dries Van Damme - Peter Van de Veire - Steven Van Herreweghe - Sofie Van Moll - Simon Van de Gracht - Lieven Vandenhaute - Francesca Vanthielen - Marcel Vanthilt - Erika Van Tielen - Manuela Van Werde - Mike Verdrengh - Peter Verhulst - Stijn Vlaeminck - Bram Vuylsteker - Wim Weetjens - Yasmine - Charlotte Adigéry - Noémie Wolfs - Max Vryens - Ella Leyers - Brihang - Noonah Eze |

### Voormalige nieuwslezers
- Bart Bekaert
- Bert Van der Cruyssen (Bert Kruismans)
- Christophe Verhellen
- Alda Croes
- Rit Van Caekenberghe
- Katrien Boon
- Vincent Byloo
- Barbara Callier
- Benedikte Coussement
- Kevin Major
- Fatma Taspinar
- Khalid Sellam
- Kathleen Cools

## Music for life
Gelijklopend met de actie Serious Request op de Nederlandse radiozender 3FM begon Studio Brussel op 19 december 2006 met de eerste Music For Life-actie, om de meer dan 30 miljoen landmijnen in de wereld op te ruimen. Peter Van de Veire, Tomas De Soete en Christophe Lambrecht presenteerden één week vanuit een glazen huis in Leuven zonder te eten een verzoekplatenprogramma. Dit alles bracht 2.419.416 euro op.
In december 2007 vond de tweede Music for Life-actie plaats in Leuven, ditmaal ten voordele van drinkbaar water en gepresenteerd door Peter Van de Veire, Tomas De Soete en Siska Schoeters.
De derde Music For Life-actie werd gehouden tussen 19 en 24 december 2008 in Gent. De gezichten waren toen Tomas De Soete, Siska Schoeters en Sofie Lemaire.
In december 2009 vond de vierde Music for Life-actie plaats in Gent. De gezichten van de actie waren toen Siska Schoeters, Sofie Lemaire en Sam De Bruyn. De vierde editie stond in het teken van malaria. De vijfde editie van Music For Life vond plaats van 18 tot 24 december 2010 in Antwerpen. Deze editie stond in teken van het aidswezen. De bewoners waren dat jaar Tomas De Soete, Sofie Lemaire en Sam De Bruyn. In december 2011 organiseerde Studio Brussel de laatste Music For Life-actie, ditmaal in het teken van diarree. Deze editie werd in drie verschillende Vlaamse steden gehouden: Leuven, Gent en Antwerpen. De Music For Life-campagne van 2012 wou sensibiliseren rond dementie. De campagne werd aangepast: er was geen glazen huis en er werd geen geld opgehaald.
Vanaf december 2013 organiseerde men de Warmste Week en ging men weer geld ophalen, ditmaal vanuit recreatiedomein De Schorre in Boom. De presentatoren aten nu wel, maar sliepen wel in tenten buiten. Ook werden er nu tijdens het evenement dagelijks benefietconcerten georganiseerd in The Flame. In 2017 en 2018 vond Music For Life plaats in recreatieterrein Puyenbroeck, in Wachtebeke. Het concept bleef hetzelfde als in de Schorre, met als enige verschil dat de presentatoren sliepen in een grote tent op een drijvend vlot. Onder de slaapruimte bevond zich een radiostudio waar nachtradio werd gemaakt. In 2019 verhuisde De Warmste Week naar het Nelson Mandelaplein in Kortrijk. Sinds 2020 draait de actie opnieuw rond één thema, zoals tot en met 2011 het geval was.

## Programma's

### Huidige
| - #ikluisterbelgisch - Abattoir Anvers - De Afrekening - De Jaren Nul - De Piencode - De Tijdloze op zondag - De Zaterdag van Studio Brussel - De Zondag van Studio Brussel - Eva De Roo - Everything But The Hits | - Fien & Thibault Staan Op - Gunther D - Hallo Met Flo - Jeroen Delodder - Joris Brys - Kirsten Lemaire - Radar - Rik De Bruycker - UNTZ - Vuurland |  |

### Tijdelijke programma's
- De Zwaarste Lijst
- The Greatest Switch / UNTZ Anthems
- De Tijdloze Countdown
- De Tijdloze 100
- De Festivalzender
- De Warmste Week
- De Top 100 van De Jaren Nul

### Voormalige
| - Antenna - At Your Service - Basslab - Belfort - Bibi Seck - Bij Linde - Bij Vlaeminck - Black Mamba - Blok Party - Boitlyfe - Brieven uit de Wereld - Brihang - Brussel Vlaams - Bruut - Café De Linde - Café Quarantaine - Camping Belgica - Camping Belgica - Charlotte Adigéry - Charlotte De Witte Presents KNTXT - Choose Life - Collage - Commissaris O. - Crapule de Lux - De Eburonen - De Hop - De Hotlist - De Lieve Lust - De Maxx - De Middag Draait Door - De Mixx - De Roo & Byloo - De Tafel - De Tijdloze op de middag | - De Tijdloze op zaterdag - De Vereniging - De Wereld van Sofie - Discobar Galaxy - DJ Licious - duyster - Ella Leyers - Eva & Max - Expeditie AntaBartrtica - Fok de Blok - Frituur Victoria - Goe Vur In Den Otto - Goldfox - Hakimm - Hallo Hautekiet - Hammertime - Headroom - Het collectief geheugen - Het Leugenpaleis - Het Ministerie van Miserie - Het programma van de eeuw - Hit 50 - Hooray - Hooray 100 - Hype Channel - Joyhauser - Jungle Fever - Kamagurkistan - Kamping Kitsch Club - King of Pop - Klaps - Klas X - Kvraagetaan - Late Late Flo | - Lazy Sunday - Lefto - Linde Late Night - Lola Haro - Luftwaffe FM - Maxim Lany - Mekka - Metalopolis - Michèle Cuvelier - Mish Mash - Music @ Work - Nightcall - Noémie Wolfs - One Night Stand - Rendez Vous - Rendez-Vous - Republica - Rock & Ros - Rock ahoy - Rock Bottom - Rock it - Rock Refter - Rumble - Sam en Roos Staan Op! - Sample Minds - Sander & Beter - Sander & Gloria - Sheridan - Spelen met Sofie - Stijn Van de Voorde - Studio Brussel staat op! - Studio Kafka - Studio Podcast - Super Saturday | - Super Sunday - Switch - Switch: Dj-Files - Switch: Ed & Kim - Switch: Fuse - Switch: New Releases - Switch: Petrol - Switch: Raoul - Switch: The Past - Switch: The Subs - Switch: Tomaz - Switch: White Noise - Team Germijns - The Wild Bunch - There Goes My Hero - TLC - Tomas - Tomas belt op - Tomas staat op! - Vincent Byloo - Volt - Vrienden van de radio - W.A.C.K.O. - Was het nu 80? 90? of 2000? - Whiplash - Zender - Zet 'm op Sam - Zet 'm op Siska |

## Trivia
- Vroeger organiseerde Studio Brussel elk jaar in de Vooruit in Gent StuBru.Uit, waar talrijke Vlaamse artiesten optraden
- Op 25 mei 2005 werd het wereldrecord crowdzwemmen of crowdsurfen met 14 minuten en 37 seconden gevestigd door toenmalig Stubru-presentator Peter Van de Veire in de Topsporthal in Gent.
- Eind 2005 eindigde de door Wim Oosterlinck opgestarte "kippensoepactie" in een steunactie voor de slachtoffers van de aardbeving in Kasjmir ("HOOP"). Een single van de "kippensoep all stars" was een van de hoogtepunten van de ludieke "kippensoepactie". Dit was een voorloper van Music For Life.
- Naast het moedermerk Studio Brussel heeft StuBru ook verschillende digitale muziekstreams:
  - Actueel aanbod: De Tijdloze, De Jaren Nul, Zware Gitaren (voordien: Bruut), Vuurland en UNTZ
  - Stopgezet: #ikluisterbelgisch (tijdens de coronacrisis), en Hooray

- Studio Brussel draait elke weekdag na het nieuws van 10 uur een nummer van Prince, als eerbetoon aan de overleden presentator Christophe Lambrecht. Prince was de favoriete artiest van Christophe Lambrecht, die meer dan 17 jaar lang het voormiddagprogramma presenteerde.

## Beeldmerk

.. tot 2002
Van 2002 tot 4 februari 2019
Van 4 februari 2019 tot en met 12 november 2023
Van 12 november 2023 tot heden